# AKB0048
AKB0048 hay AKB∞48, là một bộ anime truyền hình của Nhật Bản năm 2012 dựa trên nhóm nhạc thần tượng nổi tiếng AKB48.
Bộ anime được sản xuất bởi Satelight, do Kawamori Shōji viết kịch bản và đạo diễn. Mùa đầu tiên được phát sóng tại Nhật Bản từ tháng tư đến tháng 7 năm 2012 và mùa thứ hai được phát sóng từ tháng một đến tháng 3 năm 2013.

## Cốt truyện
Vào đầu thế kỷ 21, một cuộc chiến liên hành tinh nổ ra. Hệ sinh thái của trái đất đã bị hư hại nghiêm trọng, và nhân loại đã buộc phải chạy trốn khỏi hành tinh, do đó bắt đầu một lịch sử mới với hành tinh Calendar từ năm 0000. Trong vài hành tinh của xã hội mới này được dẫn dắt bởi một chính phủ độc tài toàn trị, Tổ chức Thương mại sâu Galacticra lệnh rằng âm nhạc và nghệ thuật đều bị cấm. Các nhóm nhạc thần tượng huyền thoại của AKB48 được sau phục sinh là đoàn kịch AKB0048 liên hành tinh, tạo thành những cô gái mang về danh hiệu và tinh thần của các thành viên ban đầu. Với chính phủ thấy sự tồn tại của các nhóm nhạc thần tượng là bất hợp pháp, các nhóm nhạc thần tượng không thể tổ chức concert chính thức. AKB0048 cũng thay đổi khái niệm của họ từ "thần tượng bạn có thể đáp ứng" cho "thần tượng người nhìn thấy người hâm mộ". Tổ chức như là nhân vật nữ chính của một số và dán nhãn là kẻ khủng bố bởi những người khác, họ cầm vũ khí để mang âm nhạc của mình với người hâm mộ của họ bất cứ nơi nào họ đang có. Câu chuyện sau một nhóm các ứng cử trẻ khi họ được đào tạo để trở thành thế hệ tiếp theo của AKB0048.

## Nhân vật
Câu chuyện tập trung chủ yếu vào một nhóm các cô gái là học viên (研究生?, Kenkyūsei) trong AKB0048. Trong bản lồng tiếng Nhật Bản, họ đã được lồng tiếng bởi các thành viên thực tế từ AKB48 và các nhóm chị em. Những người kế vị là thành viên kỳ cựu sau khi các thành viên của AKB48 ban đầu, họ được thực hiện bởi nữ diễn viên lồng tiếng chuyên nghiệp. Các nhân vật khác cũng được lồng tiếng bởi diễn viên lồng tiếng chuyên nghiệp và nữ diễn viên. Trong bản lồng tiếng Anh cũng vậy